# Ayumu Ōhata
Ayumu Ōhata (大畑 歩夢?, Ōhata Ayumu; Fukuoka, 27 aprile 2001) è un calciatore giapponese, difensore dell'OH Lovanio.

## Caratteristiche tecniche
Mancino di piede che gli consente di effettuare dei buoni lanci lunghi, è un terzino sinistro che possiede una buona capacità di corsa, oltre ad essere dotato di un buon dribbling. All'occorrenza può anche essere impiegato come esterno sinistro di centrocampo.

## Carriera

### Club

#### Inizi e Sagan Tosu
Inizia il suo percorso come calciatore iscrivendosi alla società calcistica della Kokuraminami FC. In seguito entra a far parte del settore giovanile del Sagan Tosu che l'11 dicembre 2019 comunica la sua promozione in prima squadra per la stagione 2020. Debutta con il Sagan Tosu il 5 agosto 2020, nella sfida casalinga della fase a gironi di Coppa J. League 2020 contro lo Yokohama FC, persa per 1-0, giocando tutti i 90 minuti. Tre giorni più tardi, arriva il suo esordio anche in campionato, subentrando a Shin'ya Nakano al 77º minuto nella sconfitta per 2-0 in casa dei Kashima Antlers. Nella stagione 2021 diventa un elemento della rosa inamovibile, giocando 30 partite su 38 (di cui 21 partendo da titolare) all'età di soli 20 anni. Conclude la sua esperienza al Sagan Tosu a secco di gol con 51 presenze se si comprendono le partite di campionato e di coppe.

#### Urawa Red Diamonds
Il 25 dicembre 2021 viene ufficializzato il suo passaggio agli Urawa Reds. Il 12 febbraio 2022 conquista il suo primo trofeo, la Supercoppa del Giappone nonostante non fosse convocato. Esordisce con la squadra di Saitama il 19 febbraio 2022, in occasione della prima giornata di campionato facendo il suo ingresso in campo nel tempo di recupero del secondo tempo rimpiazzando Hiroki Sakai della partita persa di misura per 1-0 contro il Kyoto Sanga. Il successivo 15 aprile esordisce in AFC Champions League 2022 nella vittoria per 4-1 contro i singaporiani del Lion City Sailors. Il 6 maggio 2023 vince l'AFC Champions League 2022, sconfiggendo in casa l'Al-Hilal per 1-0, dopo aver pareggiato contro gli arabi nella gara di andata per 1-1: in entrambe le partite, Ōhata non è stato preso in considerazione.

### Nazionale
Il 22 settembre 2022 ha esordito nella nazionale giapponese Under-23 perdendo l'amichevole contro i pari della Svizzera (2-1). Dopo essere entrato nel giro della nazionale Under-23, viene chiamato per giocare con la nazionale giovanile alla Coppa d'Asia 2024 di categoria, conquistando il primo posto dopo la finale vinta ai danni dell'Uzbekistan (1-0). Nella manifestazione, Ōhata scende in campo quattro volte, saltando solamente due delle tre partite dei gironi (contro la Cina e la Corea del Sud) e giocando quasi interamente tutte le altre tre partite della fase a eliminazione diretta, rispettivamente contro Qatar, Iraq e Uzbekistan).
Il 3 luglio 2024 è stato convocato dal CT della nazionale olimpica giapponese Gō Ōiwa per partecipare ai Giochi della XXXIII Olimpiade. Nella gara di esordio contro il Paraguay (5-0) effettua l'assist per il gol di Shunsuke Mito che sancisce il primo delle cinque reti realizzate dai nipponici.

## Statistiche

### Presenze e reti nei club
Statistiche aggiornate al 14 luglio 2024.
| Stagione          | Club              | Campionato        | Campionato | Campionato | Coppe nazionali | Coppe nazionali | Coppe nazionali | Coppe continentali | Coppe continentali | Coppe continentali | Altre coppe | Altre coppe | Altre coppe | Totale | Totale |
| Stagione          | Club              | Comp              | Pres       | Reti       | Comp            | Pres            | Reti            | Comp               | Pres               | Reti               | Comp        | Pres        | Reti        | Pres   | Reti   |
| ----------------- | ----------------- | ----------------- | ---------- | ---------- | --------------- | --------------- | --------------- | ------------------ | ------------------ | ------------------ | ----------- | ----------- | ----------- | ------ | ------ |
| 2019              | Sagan Tosu        | J1                | 0          | 0          | CG+CdL          | 0               | 0               | -                  | -                  | -                  | -           | -           | -           | 0      | 0      |
| 2020              | Sagan Tosu        | J1                | 13         | 0          | CdL             | 1               | 0               | -                  | -                  | -                  | -           | -           | -           | 14     | 0      |
| 2021              | Sagan Tosu        | J1                | 30         | 0          | CG+CdL          | 3+4             | 0               | -                  | -                  | -                  | -           | -           | -           | 37     | 0      |
| Totale Sagan Tosu | Totale Sagan Tosu | Totale Sagan Tosu | 43         | 0          |                 | 8               | 0               |                    | -                  | -                  |             | -           | -           | 51     | 0      |
| 2022              | Urawa Reds        | J1                | 22         | 0          | CG+CdL          | 1+2             | 0               | ACL                | 6                  | 0                  | SG          | 0           | 0           | 31     | 0      |
| 2023              | Urawa Reds        | J1                | 16         | 0          | CG+CdL          | 3+4             | 0               | ACL                | 6                  | 0                  | Cmc         | 0           | 0           | 29     | 0      |
| 2024              | Urawa Reds        | J1                | 15         | 0          | CdL             | 1               | 0               | -                  | -                  | -                  | -           | -           | -           | 16     | 0      |
| Totale Urawa Reds | Totale Urawa Reds | Totale Urawa Reds | 53         | 0          |                 | 11              | 0               |                    | 12                 | 0                  |             | 0           | 0           | 76     | 0      |
| Totale carriera   | Totale carriera   | Totale carriera   | 96         | 0          |                 | 19              | 0               |                    | 12                 | 0                  |             | 0           | 0           | 127    | 0      |

### Cronologia presenze e reti in nazionale
| Cronologia completa delle presenze e delle reti in nazionale ― Giappone olimpica | Cronologia completa delle presenze e delle reti in nazionale ― Giappone olimpica | Cronologia completa delle presenze e delle reti in nazionale ― Giappone olimpica | Cronologia completa delle presenze e delle reti in nazionale ― Giappone olimpica | Cronologia completa delle presenze e delle reti in nazionale ― Giappone olimpica | Cronologia completa delle presenze e delle reti in nazionale ― Giappone olimpica | Cronologia completa delle presenze e delle reti in nazionale ― Giappone olimpica | Cronologia completa delle presenze e delle reti in nazionale ― Giappone olimpica |
| Data                                                                             | Città                                                                            | In casa                                                                          | Risultato                                                                        | Ospiti                                                                           | Competizione                                                                     | Reti                                                                             | Note                                                                             |
| -------------------------------------------------------------------------------- | -------------------------------------------------------------------------------- | -------------------------------------------------------------------------------- | -------------------------------------------------------------------------------- | -------------------------------------------------------------------------------- | -------------------------------------------------------------------------------- | -------------------------------------------------------------------------------- | -------------------------------------------------------------------------------- |
| 24-7-2024                                                                        | Bordeaux                                                                         | Giappone olimpica                                                                | 5 – 0                                                                            | Paraguay olimpica                                                                | Olimpiadi 2024 - 1º turno                                                        | -                                                                                | 81’                                                                              |
| 27-7-2024                                                                        | Bordeaux                                                                         | Giappone olimpica                                                                | 1 – 0                                                                            | Mali olimpica                                                                    | Olimpiadi 2024 - 1º turno                                                        | -                                                                                |                                                                                  |
| 2-8-2024                                                                         | Lione                                                                            | Giappone olimpica                                                                | 0 – 3                                                                            | Spagna olimpica                                                                  | Olimpiadi 2024 - Quarti di finale                                                | -                                                                                |                                                                                  |
| Totale                                                                           |                                                                                  | Presenze                                                                         | 3                                                                                |                                                                                  | Reti                                                                             | 0                                                                                |                                                                                  |

| Cronologia completa delle presenze e delle reti in nazionale ― Giappone under 23 | Cronologia completa delle presenze e delle reti in nazionale ― Giappone under 23 | Cronologia completa delle presenze e delle reti in nazionale ― Giappone under 23 | Cronologia completa delle presenze e delle reti in nazionale ― Giappone under 23 | Cronologia completa delle presenze e delle reti in nazionale ― Giappone under 23 | Cronologia completa delle presenze e delle reti in nazionale ― Giappone under 23 | Cronologia completa delle presenze e delle reti in nazionale ― Giappone under 23 | Cronologia completa delle presenze e delle reti in nazionale ― Giappone under 23 |
| Data                                                                             | Città                                                                            | In casa                                                                          | Risultato                                                                        | Ospiti                                                                           | Competizione                                                                     | Reti                                                                             | Note                                                                             |
| -------------------------------------------------------------------------------- | -------------------------------------------------------------------------------- | -------------------------------------------------------------------------------- | -------------------------------------------------------------------------------- | -------------------------------------------------------------------------------- | -------------------------------------------------------------------------------- | -------------------------------------------------------------------------------- | -------------------------------------------------------------------------------- |
| 22-9-2022                                                                        | Marbella                                                                         | Svizzera under 23                                                                | 2 – 1                                                                            | Giappone under 23                                                                | Amichevole                                                                       | -                                                                                | 60’                                                                              |
| 6-9-2023                                                                         | Al Muharraq                                                                      | Giappone under 23                                                                | 6 – 0                                                                            | Pakistan under 23                                                                | Qualificazioni Coppa d'Asia AFC Under-23 2024                                    | -                                                                                | 85’                                                                              |
| 12-9-2023                                                                        | Al Muharraq                                                                      | Giappone under 23                                                                | 0 – 0                                                                            | Bahrein under 23                                                                 | Qualificazioni Coppa d'Asia AFC Under-23 2024                                    | -                                                                                | 90’                                                                              |
| 14-10-2023                                                                       | Phoenix                                                                          | Messico under 23                                                                 | 1 – 4                                                                            | Giappone under 23                                                                | Amichevole                                                                       | -                                                                                | 46’                                                                              |
| 17-10-2023                                                                       | Phoenix                                                                          | Stati Uniti under 23                                                             | 4 – 1                                                                            | Giappone under 23                                                                | Amichevole                                                                       | -                                                                                | 46’                                                                              |
| 25-3-2024                                                                        | Kitakyūshū                                                                       | Giappone under 23                                                                | 2 – 0                                                                            | Ucraina under 23                                                                 | Amichevole                                                                       | -                                                                                | 85’                                                                              |
| 19-4-2024                                                                        | Al Rayyan                                                                        | Emirati Arabi Uniti under 23                                                     | 0 – 2                                                                            | Giappone under 23                                                                | Coppa d'Asia AFC Under-23 2024                                                   | -                                                                                |                                                                                  |
| 25-4-2024                                                                        | Al Rayyan                                                                        | Qatar under 23                                                                   | 2 – 4 dts                                                                        | Giappone under 23                                                                | Coppa d'Asia AFC Under-23 2024                                                   | -                                                                                | 114’                                                                             |
| 29-4-2024                                                                        | Al Rayyan                                                                        | Giappone under 23                                                                | 2 – 0                                                                            | Iraq under 23                                                                    | Coppa d'Asia AFC Under-23 2024                                                   | -                                                                                | 90+1’                                                                            |
| 3-5-2024                                                                         | Al Rayyan                                                                        | Giappone under 23                                                                | 1 – 0                                                                            | Uzbekistan under 23                                                              | Coppa d'Asia AFC Under-23 2024                                                   | -                                                                                | 90+4’                                                                            |
| 11-6-2024                                                                        | Kansas City                                                                      | Stati Uniti under 23                                                             | 0 – 2                                                                            | Giappone under 23                                                                | Amichevole                                                                       | -                                                                                | 76’                                                                              |
| 17-7-2024                                                                        | Tolone                                                                           | Francia under 23                                                                 | 1 – 1                                                                            | Giappone under 23                                                                | Amichevole                                                                       | -                                                                                | 46’                                                                              |
| Totale                                                                           |                                                                                  | Presenze                                                                         | 12                                                                               |                                                                                  | Reti                                                                             | 0                                                                                |                                                                                  |

## Palmarès

### Club

#### Competizioni nazionali
- Supercoppa del Giappone: 1

Urawa Reds: 2022

#### Competizioni internazionali
- AFC Champions League: 1

Urawa Reds: 2022

### Nazionale
- Coppa d'Asia Under-23: 1

2024